# Противопехотная мина

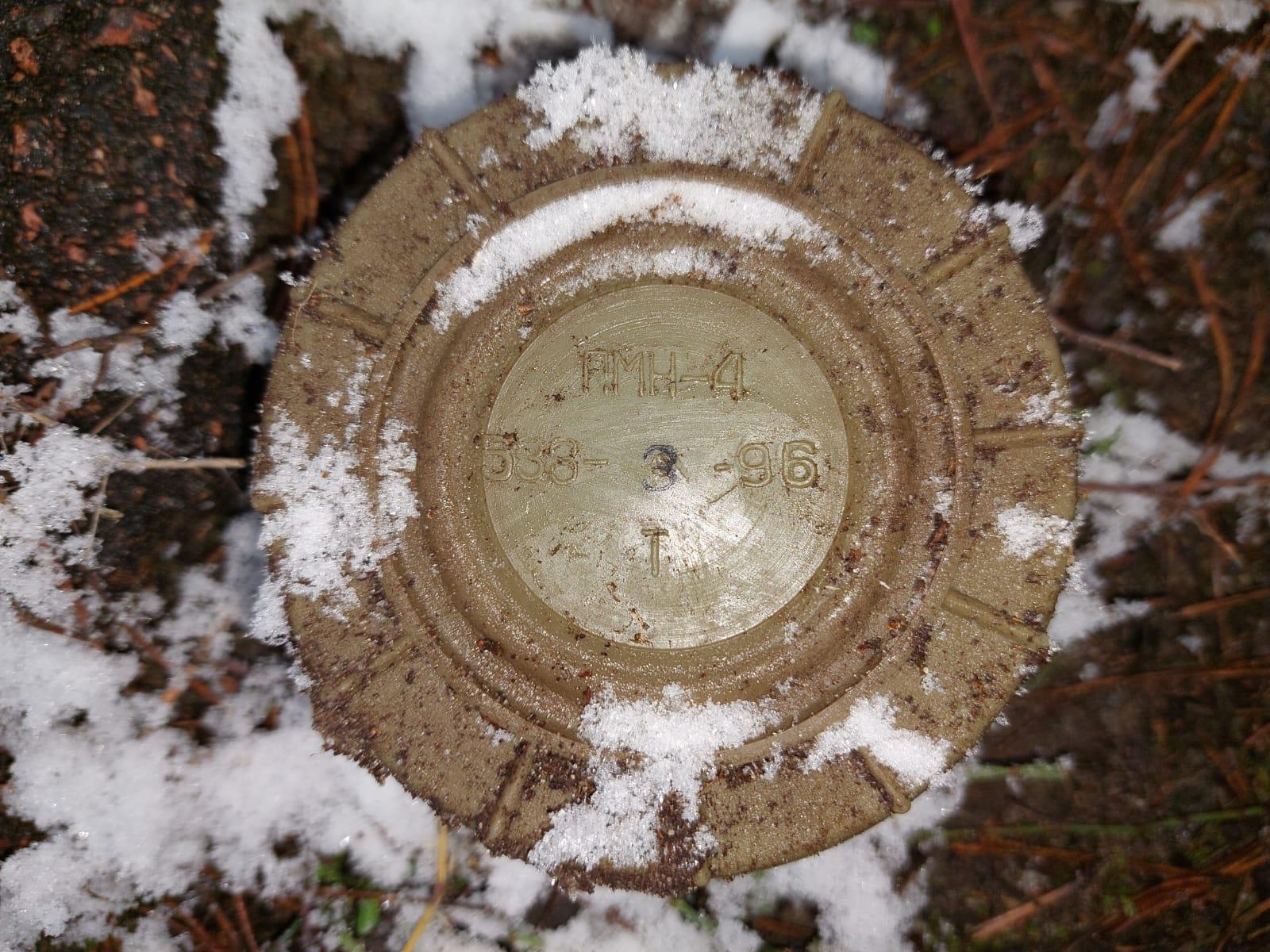
Противопехотная мина ПМН-4

Противопехо́тная ми́на — разновидность наземных мин, нацеленная на противодействие продвижению пехотных войск противника. Один из самых распространённых типов мин.
Согласно Оттавской конвенции ООН, термин «противопехотная мина» имеет следующее определение: мина, которая предназначена для взрыва от присутствия, близости или непосредственного воздействия человека, и при этом выводит из строя, калечит или убивает одного или нескольких человек.
Согласно этой же конвенции, производство и применение противопехотных мин запрещено для всех стран, которые ратифицировали данную конвенцию. Конвенция была принята в 1996 году.
Противопехотные мины признаны негуманным средством ведения войны, однако до сих пор большинство стран не ратифицировало Оттавскую конвенцию и продолжают их использование.

## Виды противопехотных мин
По способу нанесения повреждений противопехотные мины делятся на три типа: фугасные, осколочные и кумулятивные.
Фугасные мины наносят поражение непосредственно силой взрыва. Основной поражающий эффект — кинетическая взрывная волна, наиболее распространенные повреждения — отрыв конечностей, компрессионные травмы.
Осколочные мины наносят поражение осколками специально подготовленного корпуса мины, а также поражающими элементами начинки. Основной поражающий эффект — колотые и резаные раны.
Кумулятивные мины наносят поражение кумулятивной струёй. Основной поражающий эффект достигается направленным действием взрывной волны, что повышает её разрушительную способность.
По способу срабатывания пехотные мины также делят на несколько типов.

## Примеры
В мире существует много видов противопехотных мин. Ниже представлено описание нескольких типов из них на примере мин, стоящих на вооружении Вооружённых Сил Российской Федерации.
«ОЗМ-72»
Заградительная осколочная мина, разработанная Советским Союзом в 1970-е годы и находящаяся на вооружении по сей день. Имеет маркировку ОЗМ-72.
Относится к типу так называемых выпрыгивающих мин. Срабатывание мины происходит при задевании растяжки, после чего снаряд подбрасывает стартовым зарядом вертикально вверх, где и происходит взрыв. Радиус сплошного поражения такой мины составляет до 25 метров.
«ПФМ-1»
Небольшая противопехотная фугасная мина массой около 80 грамм. Название получила благодаря специфической форме, напоминающей лепесток или листок цветка. Размещается не вручную, а путём «засеивания» местности кассетными боеприпасами с самолёта или вертолёта. Имеет маркировку ПФМ-1. Срабатывание происходит тогда, когда человек наступает непосредственно на этот взрывной снаряд. При этом его заряда недостаточно для того, чтобы убить человека, поражающий эффект направлен на травмирование нижних конечностей, вплоть до отрыва стопы. Для детей представляет смертельную опасность. 
«МОН-50»
Осколочная противопехотная мина направленного поражения, разработанная в 1960—1970-х годах и продолжающая оставаться на вооружении как России, так и ряда других стран. Устанавливается как на горизонтальной, так и на вертикальной поверхности. Детонация происходит путём управляемого подрыва с дистанционного пульта управления или при задевании растяжки, прикреплённой к взрывателю. Радиус основной поражающей осколочной волны составляет 4 метра.
«ПМН»
Нажимная фугасная противопехотная мина, являющаяся одной из самых мощных противопехотных мин. Шуточная расшифровка названия — «принесите мне ноги». Состоит на вооружении как России, так и большого количества других стран. Имеет маркировку ПМН, разработана в середине XX века. Основной поражающий эффект достигается непосредственно за счёт мощности взрыва (начинка мины составляет 200 грамм тротила). Существует также мина-сюрприз МС-3, очень похожая по виду и конструкции на мину ПМН, предназначенная для установки на неизвлекаемость противотанковых мин. МС-3 срабатывает при снятии нагрузки. 